# Rederi Transatlantic

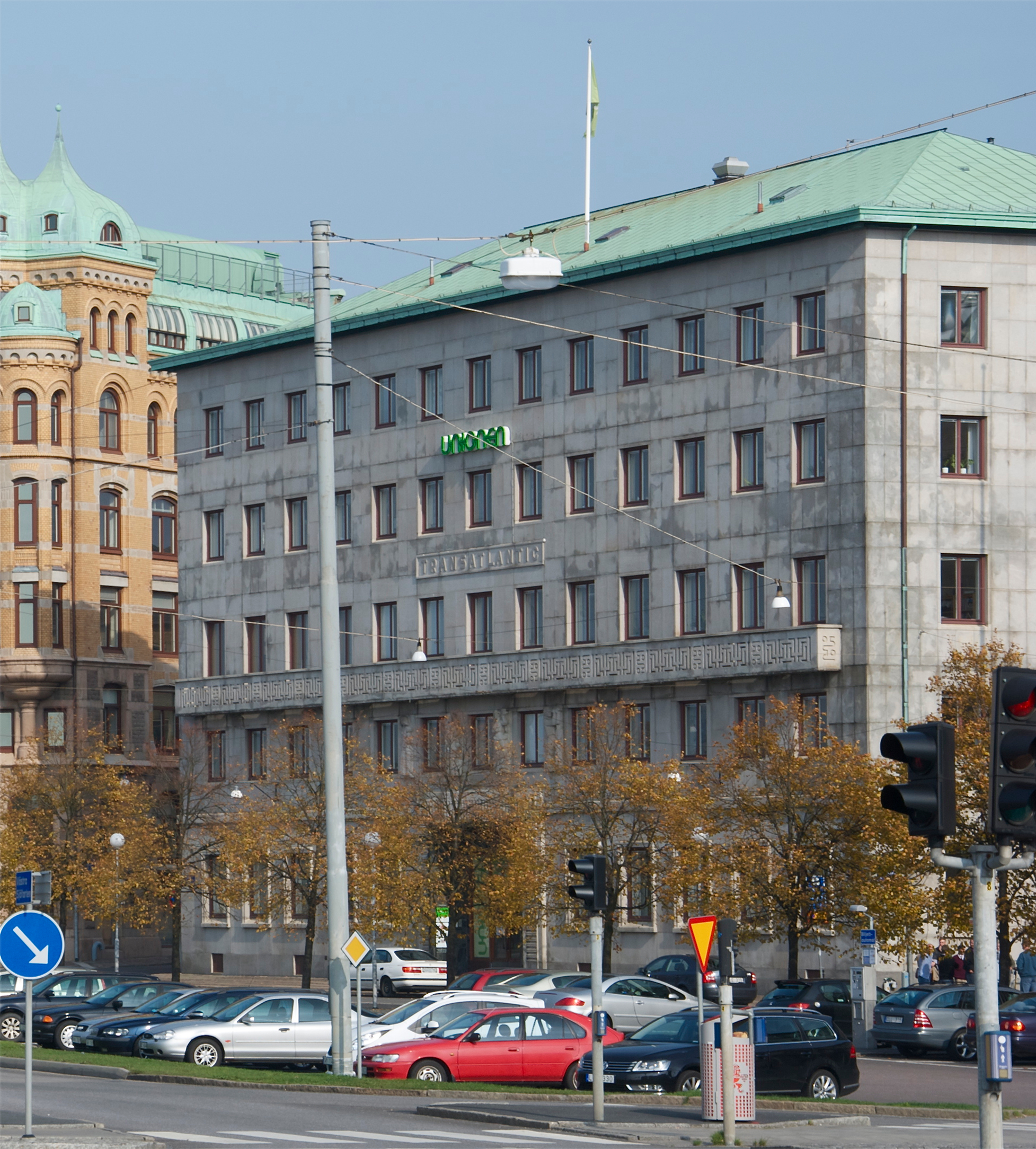
Transatlantics tidigare kontorsbyggnad vid Packhusplatsen i Göteborg.

Rederi AB Transatlantic var ett svenskt rederi verksamt 11 oktober 1904 – 1994. Företaget grundades av Wilhelm R. Lundgren (1856–1914), G.D. Kennedy (1850–1916) och Gustaf Palmgren (d. 1907). Dessa tillhörde på sin tid de rikaste personerna i Sverige.
Lundgren planerade redan på 1890-talet en svensk transocean linje på Sydafrika. Den svenska exporten dit gick via Storbritannien, förutom vissa trälaster med svenska segelfartyg. Problemet var dock att det saknades returlaster från Sydafrika i tillräckliga volymer för att ge lönsamhet. Lungrens rederiverksamhet inskränkte sig därför till trafik på Nordsjön och Östersjön genom Rederi AB Nike, som bildats 1900. Lundgrens inspiration var Broströms och Johnsons expansiva rederier. För att etablera linjetrafik på Sydafrika krävdes två fartyg. Det gick bara att finansiera ett genom Nike-rederiet, som beställde Kratos i West Hartlepool. För att beställa systerfartyget Atlantic i Newcastle bildades Rederi AB Transatlantic 1904 med stöd av G.D. Kennedy. Svenska varv hade inte resurser att bygga dessa fartyg, som var enkla enkeldäckare med en fart av 9-10 knop.
På de transoceana linjerna härskade karteller, de så kallade transoceana linjekonferenserna. De däri ingående rederierna släppte ogärna in nykomlingar på marknaden och fraktkunderna meddelades, att om de anlitade Nike-rederiet så skulle deras innestående rabatter bli förverkade. Lundgren for till London och fick där konferensens tillåtelse att med Svenska Sydafrika Linien ta frakter, fast endast från Skandinavien till Sydafrika, men överhuvudtaget inte därifrån. Lösningen blev att utsträcka linjen till Brittiska Indien och Australien så, att man tog laster från Skandinavien till både Sydafrika, Indien och Australien och returlaster hem från dessa områden. För den utökade trafiken krävdes ytterligare tonnage. Därför beställdes fyra ångare Tasmanic, Australic, Indianic och Hellenic för Transatlantic, som levererades 1907-1909 från engelskt varv. Även rörande Australientraden fick Lundgren fara till London och förhandla med konferensherrarna och utverka koncessioner. Till sist uppnådde man även lönsamhet i trafiken på Australien. Nikerederiet uppgick 1908 i Transatlantic och fler fartyg inköptes.
Gunnar Carlsson började som tjänsteman i företaget 1904 och då Lundgren avled 1914 blev Carlsson verkställande direktör och innehade den post fram till 1953, varefter han var styrelseordförande till 1967. Carlsson vidareutvecklade linjesjöfarten, men den stora depressionen drabbade hårt och 1932 gick bolaget i likvidation, men rekonstruerades. Krigsförlisningarna under andra världskriget var stora och tio fartyg förlorades helt. Detta ledde emellertid till att rederiet vid krigsslutet stod väl rustat med en modern flotta.
Ekonomiska problem från slutet av 1970-talet ledde till utförsäljningar av fartyg och omstrukturering av verksamheten. År 1984 övertog Transatlantic större delen av Broströms linjenät och fartyg. De då sammanslagna rederierna fick namnet Transocean. Men även detta rederi gjorde förluster och det köptes 1988 av Bilspedition AB, som tidigare anskaffat andra rederier i syfte att skapa en allomfattande logistikkoncern. Transatlantic blev 1989 ensam ägare av Atlantic Container Line. Bilspeditions planer misslyckas dock och 1992 sades all Transatlantics personal upp.
Transatlantic tillhörde grundarna av oljebolaget Koppartrans och hade ett flertal dotterbolag såsom Transmark, Transpacific, Trans-Ex och Transocean.

## Fartygslista
| Fartyg                                       | Byggt | Varv                      | I tjänst  | Typ                   | Dödvikt | Notering |
| -------------------------------------------- | ----- | ------------------------- | --------- | --------------------- | ------- | --- |
| 1. Nike                                      | 1883  | Southampton               | 1900-1912 | Ångfartyg             | 2800    | Ägare 1900-1908 Rederi AB Nike. Såld 1912 till Gävle. |
| 2. Zelos [I]                                 | 1884  | Newcastle                 | 1900-1912 | Ångfartyg             | 2300    | Ägare 1900-1908 Rederi AB Nike. Såld 1912 till Gävle. |
| 3. Otto                                      | 1883  | Whitby                    | 1902-1903 | Ångfartyg             | 2500    | Ägare Ångfartygs AB Sirius. Strand 1903 utanför Nederländerna och blev vrak.                                                                                   |
| 4. Bia [I]                                   | 1902  | Goole                     | 1902-1905 | Ångfartyg             | 1250    | Ägare Rederi AB Nike. Såld 1905 till Brasilien. |
| 5. Sirius                                    | 1903  | West Hartlepool           | 1903-1907 | Ångfartyg             | 1920    | Ägare Ångfartygs AB Sirius. Såld 1907 till Swansea. |
| 6. Kratos [I]                                | 1904  | West Hartlepool           | 1904-1924 | Ångfartyg             | 5600    | Ägare 1900-1908 Rederi AB Nike. Såld 1924 till Japan. |
| 7. Atlantic                                  | 1904  | Newcastle                 | 1904-1929 | Ångfartyg             | 5550    | Såld 1927 inom Göteborg men övertagen först 1929. |
| 8. Baltic                                    | 1905  | Hebburn on Tyne           | 1905-1928 | Ångfartyg             | 6000    | Såld 1928 inom Göteborg. |
| 9. Bia [II]                                  | 1905  | Hebburn on Tyne           | 1905-1917 | Ångfartyg             | 6000    | Ägare 1905-1908 Rederi AB Nike. Strandad 1917 vid Godahoppsudden och blev vrak.                                                                                |
| 10. Tasmanic [I]                             | 1907  | Hebburn on Tyne           | 1907-1935 | Ångfartyg             | 7223    | Anlände 1935 till Glasgow för upphuggning. |
| 11. Australic [I]                            | 1907  | Hebburn on Tyne           | 1907-1933 | Ångfartyg             | 7370    | Ägare 1907-1908 Rederi AB Nike. Skrotad 1933 vid Lindholmens varv.                                                                                             |
| 12. Indianic                                 | 1908  | Hebburn on Tyne           | 1908-1936 | Ångfartyg             | 7800    | Såld 1936 till Grekland. |
| 13. Hellenic                                 | 1909  | Hebburn on Tyne           | 1909-1935 | Ångfartyg             | 7860    | Såld 1935 till Grekland. |
| 14. Handy                                    | 1910  | Strömstad                 | 1910-1931 | Bogserångare          |         | Såld 1931 inom Göteborg. |
| 15. Africanic                                | 1913  | Sunderland                | 1913-1925 | Ångfartyg             | 6250    | Förlorad efter kollision utanför La Coruna, Spanien. |
| 16. Svithiod                                 | 1881  | Greenock                  | 1913-1922 | Järnbark              | 3000    | F.d. Routenburn. Använd som skolfartyg. Ägare Rederi AB Navigator, efter 1920 till Transatlantic. Såld 1922 inom Göteborg.                                     |
| 17. Nordic                                   | 1914  | Sunderland                | 1914-1938 | Ångfartyg             | 7700    | Såld 1938 till Stockholm. |
| 18. Sydic                                    | 1914  | Sunderland                | 1914-1938 | Ångfartyg             | 7700    | Såld 1938 till Stockholm. |
| 19. Scandinavic [I]                          | 1904  | West Hartlepool           | 1915-1917 | Ångfartyg             | 5200    | Grundstött 1917 vid Orkneyöarna och blev vrak. |
| 20. G.D. Kennedy [I]                         | 1888  | Whitehaven                | 1915-1923 | Fullriggare           | 2300    | F.d. Dunboyne. Inköpt 1915. Skolskepp. Såld 1923 till Marinförvaltningen och döpt af Chapman. Numera vandrarhem i Stockholm.                                   |
| 21. Siljan [I]                               | 1911  | Sunderland                | 1915-1930 | Ångfartyg             | 6250    | Såld 1930 till Stockholm. |
| 22. Aspen                                    | 1897  | Sunderland                | 1915-1927 | Ångfartyg             | 4950    | F.d. Ovidia. Inköpt 1915 av Förnyade Ångfartygs AB Viking. Till moderbolaget 1921. Såld 1927 inom Göteborg.                                                    |
| 23. Bolmen                                   | 1896  | Port Glasgow              | 1915-1928 | Ångfartyg             | 5200    | F.d. Ymer. Inköpt 1915. Utflaggad till Tyskland 1921-1923. Såld 1926 till Inverkeithing, Skottland för upphuggning.                                            |
| 24. Boren [I]                                | 1916  | Lindholmen                | 1916-1919 | Ångfartyg             | 3122    | Inköpt 1916 av Förnyade Ångfartygs AB Viking. Såld 1919 till Norrköping.                                                                                       |
| 25. Roxen [I]                                | 1916  | Lindholmen                | 1916-1920 | Ångfartyg             | 3133    | Inköpt 1916 av Förnyade Ångfartygs AB Viking. Överlåten 1920 genom byte inom Göteborg.                                                                         |
| 26. Sommen                                   | 1907  | Sunderland                | 1916-1920 | Ångfartyg             | 4030    | Inköpt 1916. Såld 1920 till Norge. |
| 27. Viken [I]                                | 1916  | Lindholmen                | 1916-1917 | Ångfartyg             | 3100    | Inköpt 1916 av Förnyade Ångfartygs AB Viking. Torpederad 197 utanför Orkneyöarna.                                                                              |
| 28. Unden [I]                                | 1916  | Lindholmen                | 1916-1919 | Ångfartyg             | 3150    | Inköpt 1916 av Förnyade Ångfartygs AB Viking. Såld 1919 till Norrköping.                                                                                       |
| 29. Skagern                                  | 1917  | Götaverken                | 1917-1939 | Ångfartyg             | 8800    | Såld 1939 inom Göteborg. |
| 30. Anten [I]                                | 1917  | Lindholmen                | 1917-1919 | Ångfartyg             | 3140    | Inköpt 1916 av Förnyade Ångfartygs AB Viking. Såld 1919 genom byte till Rederi AB Svenska Lloyd.                                                               |
| 31. Atalanta                                 | 1883  | West Hartlepool           | 1917      | Ångfartyg             | 1450    | Inköpt 1917 av Förnyade Ångfartygs AB Viking. Torpederad 1917 utanför engelska kusten.                                                                         |
| 32. Bohus                                    | 1892  | Grangemouth               | 1918-1924 | Barkskepp             | 2600    | F.d. Bertha. Inköpt 1917 av Förnyade Ångfartygs AB Viking. Till Transatlantic 1921. Skolskepp. Såld 1924 till Tyskland.                                        |
| 33. Vinga                                    | 1889  | Glasgow                   | 1917-1923 | Fullriggare           | 3400    | F.d. Brabloch. Inköpt av Förnyade Ångfartygs AB Viking. Till Transatlantic 1921. Såld 1923 till upphuggning i Pasajes, Spanien.                                |
| 34. Rusken                                   | 1871  | West Hartlepool           | 1917-1918 | Ångfartyg             | 1250    | F.d. Seaton. Inköpt 1917 av Förnyade Ångfartygs AB Viking. Såld 1918 till Halmstad.                                                                            |
| 35. Erken [I]                                | 1877  | Whitby                    | 1917-1919 | Ångfartyg             | 2000    | Inköpt 1917 av Förnyade Ångfartygs AB Viking. Såld 1919 till Helsingborg.                                                                                      |
| 36. Rottnen                                  | 1872  | Stockton                  | 1917-1919 | Ångfartyg             | 1350    | Inköpt 1917 av Förnyade Ångfartygs AB Viking. Såld 1919 till Helsingborg.                                                                                      |
| 37. Scandinavic [II]                         | 1917  | New York                  | 1917      | Ångfartyg             | 7867    | Levererades aldrig utan konfiskerades av USA. |
| 38. Lygnern [I]                              | 1900  | Sunderland                | 1917-1919 | Ångfartyg             | 3000    | Inköpt 1917 av Förnyade Ångfartygs AB Viking. Såld 1919 inom Göteborg.                                                                                         |
| 39. Fagern                                   | 1907  | Middlesbrough             | 1917-1920 | Ångfartyg             | 2400    | Inköpt 1917 av Förnyade Ångfartygs AB Viking. Såld 1920 inom Göteborg.                                                                                         |
| 40. Tolken [I]                               | 1908  | Emden                     | 1917-1920 | Ångfartyg             | 2700    | Inköpt 1917. Formell ägare Rederi AB Rex. Såld 1920 till Norge.                                                                                                |
| 41. Glan [I]                                 | 1917  | Lödöse Varf               | 1917-1937 | Bogserångare          |         | Såld 1937 till Röda Bolaget, Göteborg. |
| 42. Scandinavic [III]                        | 1889  | Whitby                    | 1917-1919 | Ångfartyg             | 3600    | Såld 1919 inom Göteborg. |
| 43. Bo                                       | 1871  | Willington on Tyne        | 1917-1918 | Ångfartyg             | 1500    | Inköpt 1917 av Förnyade Ångfartygs AB Viking. Sjönk 1918 utanför La Rochelle, Frankrike.                                                                       |
| 44. Barken                                   | 1883  | Sunderland                | 1917-1918 | Ångfartyg             | 1500    | Inköpt 1917 av Förnyade Ångfartygs AB Viking. Såld 1918 till Helsingborg.                                                                                      |
| 45. Viken [II]                               | 1917  | Lindholmen                | 1917-1919 | Ångfartyg             | 3100    | Inköpt 1917 av Förnyade Ångfartygs AB Viking. Såld 1919 till Norrköping.                                                                                       |
| 46. Alstern [I]                              | 1888  | Sunderland                | 1917-1919 | Ångfartyg             | 3150    | Inköpt 1917 av Förnyade Ångfartygs AB Viking. Såld 1919 inom Göteborg.                                                                                         |
| 47. Valpen [I]                               | 1885  | Newcastle on Tyne         | 1917-1918 | Ångfartyg             | 2000    | Inköpt 1917 av Förnyade Ångfartygs AB Viking. Strandad 1918 utanför Varberg och blev vrak.                                                                     |
| 48. Immeln                                   | 1901  | Stockton                  | 1918-1921 | Ångfartyg             | 4800    | Ägare 1918-1921 Rederi AB Helsingborg. Transatlantic formell ägare 1921. Flaggades 1921 ut till Tyskland, Förliste på första resan.                            |
| 49. Salen                                    | 1899  | Stockton                  | 1918-1925 | Ångfartyg             | 4350    | Ägare 1918-1921 Rederi AB Helsingborg. Transatlantic formell ägare 1921. Flaggades 1921 ut till Tyskland. Åter Transatlantic 1923. Såld 1925 till Helsingborg. |
| 50. Rymmen                                   | 1902  | Middlesbrough             | 1918-1919 | Ångfartyg             | 1900    | Ägare 1918-1919 Rederi AB Helsingborg. Såld 1925 till Helsingborg.                                                                                             |
| 51. Toften                                   | 1905  | Port Glasgow              | 1918-1920 | Ångfartyg             | 4025    | Såld 1920 till Tønsberg. |
| 52. Valpen [II]                              | 1892  | Sunderland                | 1918-1919 | Ångfartyg             | 2550    | Ägare 1918-1919 Rederi AB Helsingborg. Såld 1919 till Helsingborg.                                                                                             |
| 53. Vessman                                  | 1898  | Middlesbrough             | 1918-1919 | Ångfartyg             | 3600    | Såld 1919 till Helsingborg. |
| 54. Bia [III]                                | 1896  | Glasgow                   | 1918-1921 | Ångfartyg             | 4650    | Såld 1921 inom Göteborg. |
| 55. Runn [I]                                 | 1884  | Malmö                     | 1918-1925 | Bogserångare          |         | Såld 1925 till Halden. |
| 56. Bullaren [I]                             | 1918  | Götaverken                | 1918-1940 | Motorfartyg           | 9400    | Beslagtogs 1940 av Tyskland i Bordeaux. |
| 57. Nautic                                   | 1914  | Kockums                   | 1918-1923 | Ångfartyg             | 2200    | Såld 1919 till Landskrona men köparbolaget i konkurs 1923 och Transatlantic åter ägare. Såld 1923 till Helsingborg.                                            |
| 58. Nautilus/Valpen [III]                    | 1889  | Stockton                  | 1918-1920 | Ångfartyg             | 2625    | Döptes 1919 om till Valpen. Såld 1920 till Helsingborg. |
| 59. Neptunus                                 | 1882  | Dumbarton                 | 1918      | Ångfartyg             | 1750    | Såld 1919 till Halmstad. |
| 60. Gullmarn                                 | 1887  | Port Glasgow              | 1918-1923 | Barkskepp             | 3400    | Inköpt 1918 av Förnyade Ångfartygs AB Viking. Till moderbolasget 1921. Skolskepp. Såld 1923 till Köpenhamn.                                                    |
| 61. Dettern                                  | 1877  | West Hartlepool           | 1918-1919 | Ångfartyg             | 1660    | Såld 1918 till Halmstad. |
| 62. Tisnaren                                 | 1918  | Götaverken                | 1918-1942 | Motorfartyg           | 9347    | Topederad 1942 och sjunken i Karibiska havet. |
| 63. Vettern                                  | 1917  | Bolnes, Nederländerna     | 1919      | Ångfartyg             | 3900    | Ägare 1919 Rederi AB Helsingborg. Gjorde endast en resa. Såld 1919 till Norrköping.                                                                            |
| 64. Svarten                                  | 1898  | Port Glasgow              | 1919-1933 | Ångfartyg             | 6190    | Såld 1933 till Lindholmens varv för upphuggning. |
| 65. Faxen [I]                                | 1919  | Lindholmen                | 1919-1936 | Ångfartyg             | 7000    | Såld 1936 till Lettland. |
| 66. Alstern [II]                             | 1905  | Greenock                  | 1919-1924 | Ångfartyg             | 5350    | Såld 1924 till Japan. |
| 67. Malmen                                   | 1919  | Dordrecht, Nederländerna  | 1919-1936 | Ångfartyg             | 6340    | Såld 1936 till Stockholm. |
| 68. Erken                                    | 1897  | Stockton                  | 1919-1924 | Ångfartyg             | 5000    | Övertogs 1919 från Rederi Orient AB. Utflaggad till Tyskland 1921-1924. Åter 1924 och såld inom Göteborg.                                                      |
| 69. Mjörn [I]                                | 1920  | Kockums                   | 1920-1937 | Bogserbåt             |         | Såld 1937 till Röda Bolaget, Göteborg. |
| 70. Viken [II]                               | 1920  | Port Glasgow              | 1920-1922 | Ångfartyg             | 7950    | Strandad 1922 vid Cap Carvoeiro, Portugal och vrak. |
| 71. Lygnern [II]                             | 1920  | Dumbarton                 | 1920-1928 | Ångfartyg             | 8380    | Sjönk 1928 på Fremantles redd, Australien. |
| 72. Elmaren                                  | 1920  | Götaverken                | 1920-1921 | Motorfartyg           | 9350    | Strandad 1921 vid Chagosarkipelagen i Indiska Oceanen och blev vrak.                                                                                           |
| 73. Unden [II]                               | 1920  | Sunderland                | 1920-1937 | Ångfartyg             | 8050    | Såld 1937 till Farsund, Norge. |
| 74. Trans                                    | 1920  |                           | 1920-1926 | Inspektörsbåt         |         | Såld 1926. |
| 75. Anten [II]                               | 1920  | Sunderland                | 1920-1940 | Ångfartyg             | 9280    | Torpederad 1940 i Nordatlanten. |
| 76. Abborren                                 | 1898  | Sjötorp                   | 1921-1928 | Pråm                  |         | Såld 1928 till Sundsvall. |
| 77. Makrillen                                | 1894  | Sjötorp                   | 1921-1928 | Pråm                  |         | Såld 1928 till Sundsvall. |
| 78. Boren [II]                               | 1921  | Lindholmen                | 1921-1941 | Ångfartyg             | 8050    | Såld 1941 till Helsingborg. |
| 79. Yngaren                                  | 1921  | Sunderland                | 1921-1942 | Motorfartyg           | 9000    | Torpederad 1942 i Atlanten. |
| 80. Roxen [II]                               | 1921  | Lindholmen                | 1921-1941 | Ångfartyg             | 8320    | Såld 1941 till Helsingborg. |
| 81. Öresund                                  | 1883  | West Hartlepool           | 1921      | Ångfartyg             | 1925    | Innehades endast en vecka. |
| 82. Tolken [II]                              | 1922  | Lindholmen                | 1922-1942 | Ångfartyg             | 8347    | Såld genom byte till Wallenius, Stockholm. |
| 83. Oljaren [I]                              | 1922  | Götaverken                | 1922-1935 | Tankmotorfartyg       | 8230    | Såld 1935 till Arendal, Norge. |
| 84. Eknaren                                  | 1922  | Sunderland                | 1922-1942 | Motorfartyg           | 9053    | Torpederad 1942 av japansk ubåt utanför Moçambique. |
| 85. Hjelmaren [I]                            | 1922  | Götaverken                | 1922-1942 | Motorfartyg           | 4660    | Såld 1942 till Stockholm. |
| 86. Kolsnaren [I]                            | 1923  | Götaverken                | 1923-1942 | Motorfartyg           | 4730    | Såld 1942 till Stockholm. |
| 87. Innaren [I]                              | 1924  | Grimstad                  | 1924-1937 | Motorfartyg           | 5965    | Såld 1937 till Tønsberg. |
| 88. Augusta                                  | 1891  | Newcastle on Tyne         | 1924      | Motorfartyg           | 5000    | Övertogs 1924 från Rederi AB Orient och såldes omedelbart till Köpenhamn för upphuggning.                                                                      |
| 89. Mälaren [I]                              | 1927  | Eriksberg                 | 1927-1942 | Motorfartyg           | 5100    | Såld 1942 till Helsingborg. |
| 90. Mirrabooka [I]                           | 1928  | Götaverken                | 1928-1958 | Motorfartyg           | 9244    | Levererat till Rederi AB Transpacific". Genom fusion 1952 till Transatlantic. Såld 1958 till Köpenham.                                                         |
| 91. Parrakoola [I]                           | 1928  | Götaverken                | 1928-1958 | Motorfartyg           | 9200    | Levererat till Rederi AB Transpacific". Genom fusion 1952 till Transatlantic. Såld 1958 till Walleniusrederierna.                                              |
| 92. Nike [II]                                | 1928  | Götaverken                | 1928-1938 | Tankmotorfartyg       | 14544   | Ägare Rederi AB Transoil. Såld 1928 till Sandefjord. |
| 93. Hallaren [I]                             | 1929  | Eriksberg                 | 1929-1958 | Motorfartyg           | 5188    | Såld 1958 inom Göteborg. |
| 94. Balaklava [I]                            | 1929  | Götaverken                | 1929-1939 | Tankmotorfartyg       | 11840   | Såld 1939 till Kungsbacka. |
| 95. Hammaren                                 | 1930  | Götaverken                | 1930-1942 | Motorfartyg           | 5898    | Torpederad 1942 utanför Bahia, Brasilien. |
| 96. Gunnaren                                 | 1930  | Lindholmen                | 1930-1935 | Motorfartyg           | 5890    | Strandad 1935 vid Orkneyöarna och blev vrak. |
| 97. Pegasus                                  | 1930  | Sunderland                | 1930-1943 | Tankmotorfartyg       | 14913   | Torpederad 1943 utanför Moçambique. |
| 98. Kalmia [I]                               | 1931  | Dundee/Götaverken         | 1931-1943 | Tankmotorfartyg       | 12316   | Såld 1943 till Walleniusrederierna. |
| 99. Pan Gothia                               | 1931  | Götaverken                | 1931-1933 | Tankmotorfartyg       | 15400   | Ägare Rederi AB Alse. Rederiet sålt 1933 till Norge. |
| 100. Kaaparen                                | 1930  | Götaverken                | 1933-1942 | Motorfartyg           | 5440    | Inköpt 1933 i havererat skick. Sjönk 1942 efter kollision utanför Halifax, Kanada.                                                                             |
| 101. Cleopatra                               | 1933  | Götaverken                | 1933-1947 | Tankmotorfartyg       | 10170   | Ägare Rederi AB Transocean. Såld 1947 till Walleniusrederierna.                                                                                                |
| 102. Klipparen [I]                           | 1935  | Götaverken                | 1935-1960 | Motorfartyg           | 5970    | Såld 1960 till Slite. |
| 103. Vaalaren                                | 1936  | Götaverken                | 1936-1943 | Motorfartyg           | 5940    | Torpederad 1943 i Atlanten. |
| 104. Vingaren                                | 1936  | Eriksberg                 | 1946-1969 | Motorfartyg           | 6135    | Såld 1959 inom Göteborg. |
| 105. Goonawarra [I]/Dakota                   | 1937  | Götaverken                | 1937-1962 | Motorfartyg           | 7560    | Omdöpt 1956 till Dakota. Såld 1962 till Walleniusrederierna.                                                                                                   |
| 106. Kanangoora [I]/Nebraska                 | 1938  | Götaverken                | 1938-1962 | Motorfartyg           | 7560    | Omdöpt 1956 till Nebraska. Såld 1962 till Walleniusrederierna.                                                                                                 |
| 107. W.R. Lundgren [I]                       | 1938  | Götaverken                | 1938-1952 | Tankmotorfartyg       | 12600   | Ägare Rederi AB Tankoil. Lämnade Transkoncernen 1952. |
| 108. Gullmaren                               | 1938  | Eriksberg                 | 1938-1966 | Motorfartyg           | 5945    | Såld 1966 till Grekland. |
| 109. Temnaren [I]                            | 1939  | Lindholmen/Götaverken     | 1939-1961 | Motorfartyg           | 6000    | Såld 1961 till London. |
| 110. Kookaburra [I]                          | 1939  | Eriksberg                 | 1939-1958 | Motorfartyg           | 9190    | Såld 1958 inom Göteborg. |
| 111. Nike [III]                              | 1939  | Götaverken                | 1939-1952 | Tankmotorfartyg       | 12550   | Ägare Rederi AB Tankoil. Lämnade Transkoncernen 1952. |
| 112. Bera [I]                                | 1939  | Götaverken                | 1939-1953 | Tankmotorfartyg       | 16540   | Ägare Rederi AB Transmark. Såld 1953 till Norge. |
| 113. Glimmaren                               | 1939  | Eriksberg                 | 1939-1961 | Motorfartyg           | 6170    | Såld 1961 till London. |
| 114. Remmaren                                | 1940  | Lindholmen                | 1940-1942 | Motorfartyg           | 6160    | Torpederad 1942 utanför norska kusten. |
| 115. Mongabarra [I]                          | 1941  | Götaverken                | 1941-1945 | Motorfartyg           | 9200    | Ägare Rederi AB Trans-Ex, egentligen norska ägare. Övergick 1945 formellt till Norge.                                                                          |
| 116. Glan [II]                               | 1941  | Eriksberg                 | 1941-1943 | Tankmotorfartyg       | 865     | Ägare Rederi AB Transocean. Förliste 1943 utanför Landsort. |
| 117. Yarrawonga                              | 1941  | Eriksberg                 | 1941-1971 | Motorfartyg           | 9100    | Såld 1971 till Grekland. |
| 118. Zelos                                   | 1942  | Götaverken                | 1942-1952 | Tankmotorfartyg       | 12730   | Ägare Rederi AB Transoil. Lämnade Transkoncernen 1952. |
| 119. Barranduna [I]                          | 1942  | Götaverken                | 1942-1967 | Motorfartyg           | 9050    | Upplagd i Göteborg under kriget. Såld 1967 inom Göteborg. |
| 120. Mattawunga                              | 1943  | Götaverken                | 1943-1967 | Motorfartyg           | 9050    | Upplagd i Uddevalla under kriget. Såld 1967 till Panama. |
| 121. Bullaren [II]                           | 1943  | Eriksberg                 | 1943-1971 | Motorfartyg           | 6260    | Såld 1971 till Grekland. |
| 122. Parramatta                              | 1944  | Eriksberg                 | 1944-1963 | Motorfartyg           | 9120    | Ägare Rederi AB Transpacific. Såld 1963 till Grekland. |
| 123. Innaren [II]                            | 1944  | Eriksberg                 | 1944-1969 | Motorfartyg           | 6260    | Ägare Rederi AB Transpacific. Såld 1969 till Cypern. |
| 124. Boolongena                              | 1944  | Kockums                   | 1944-1964 | Motorfartyg           | 9185    | Såld 1964 till Grekland. |
| 125. Balaklava [II]                          | 1944  | Götaverken                | 1944-1954 | Tankmotorfartyg       | 12730   | Såld 1954 till Norge. |
| 126. Kolsnaren [II]                          | 1944  | Eriksberg                 | 1944-1968 | Motorfartyg           | 6060    | Såld 1968 till Cypern. |
| 127. Mangarella                              | 1945  | Eriksberg                 | 1945-1972 | Motorfartyg           | 9050    | Ägare Rederi AB Transpacific. Såöd 1972 till Grekland. |
| 128. Wangaratta                              | 1945  | Götaverken                | 1945-1967 | Motorfartyg           | 9270    | Såld 1967 till Grekland. Fartyget gav sitt namn till Algas brädspel om sjöfartshandel Wangaratta.                                                              |
| 129. Mongabarra [II]                         | 1945  | Eriksberg                 | 1945-1960 | Motorfartyg           | 9160    | Förlist 1960 utan tyska kusten. |
| 130. Kratos [II]                             | 1945  | Götaverken                | 1945-1952 | Tankmotorfartyg       | 12760   | Ägare Rederi AB Transoil. Lämnade Transkoncernen 1952. |
| 131. Boogabilla [II]                         | 1945  | Götaverken                | 1945-1967 | Motorfartyg           | 9270    | Såld 1976 till Grekland. |
| 132. Mjörn [II]                              | 1939  | Lekkerkerk, Nederländerna | 1946-1955 | Motorfartyg           | 756     | Inköpt 1946. Såld 1955 till Tjörn. |
| 133. Hjelmaren [II]                          | 1946  | Eriksberg                 | 1946-1972 | Motorfartyg           | 6275    | Såld 1972 till Grekland. |
| 134. Don Anselmo                             | 1945  | Richmond, CA, USA         | 1946-1951 | Motorfartyg           | 5350    | Ägare Compania Naviera Transatlantico SA. Såld 1951 till Liberia.                                                                                              |
| 135. Oljaren [II]/Kalmia [II]                | 1947  | Götaverken                | 1947-1958 | Tankmotorfartyg       | 13100   | Ägare Rederi AB Transocean. Sålt efter haveri 1951 till Rederi AB Transmark och omdöpt. Såld 1958 till Polen.                                                  |
| 136. Narrandera                              | 1944  | Kockums                   | 1947-1962 | Motorfartyg           | 9200    | F.d. Cassiopeia. Inköpt 1947. Såld 1962 till Walleniusrederierna.                                                                                              |
| 137. Mälaren [II]                            | 1947  | Eriksberg                 | 1947      | Motorfartyg           | 6275    | Totalförstörd av eld i Lobito. Såld 1950 till Spanien. |
| 138. Siljan [II]                             | 1947  | Öresundsvarvet            | 1947-1955 | Motorfartyg           | 2500    | Såld 1955 till samseglande Svenska Amerika Linien. |
| 139. Nimbus                                  | 1947  | Götaverken                | 1947-1971 | Motorfartyg           | 8870    | Såld 1971 till Panama. |
| 140. Sunnaren                                | 1948  | Eriksberg                 | 1948-1971 | Motorfartyg           | 6300    | Såld 1971 till Grekland. |
| 141. Stratus                                 | 1948  | Götaverken                | 1948-1972 | Motorfartyg           | 8900    | Såld 1972 till Panama. |
| 142. Oklahoma                                | 1949  | Götaverken                | 1949-1953 | Motorfartyg           | 7280    | Havererad och sjönk 1953 på Atlanten. |
| 143. Minnesota                               | 1949  | Götaverken                | 1949-1972 | Motorfartyg           | 7260    | Såld 1972 till Panama. |
| 144. Coolangatta                             | 1949  | Helsingør                 | 1949-1969 | Kylmotorfartyg        | 3332    | Såld 1969 till Cypern. |
| 145. Bie/Runn [II]                           | 1948  | Ekensbergs Varv           | 1950-1953 | Tankmotorfartyg       | 1730    | F.d. Lovö. Inköpt 1950. Efter haveri 1951 omdöpt till Runn. Såld 1953 Frankrike.                                                                               |
| 146. Cirrus                                  | 1950  | Götaverken                | 1950-1976 | Motorfartyg           | 10200   | Såld 1976 till Grekland. |
| 147. Boren [III]                             | 1947  | Burtisland                | 1950-1954 | Ångfartyg             | 3700    | F.d. Memmon. Inköpt 1950 av Rederi AB Transmark. Såld 1954 till London.                                                                                        |
| 148. Roxen [III]                             | 1948  | Sunderland                | 1950-1954 | Ångfartyg             | 3780    | F.d. Nefertiti. Inköpt 1950 av Rederi AB Transmark. Såld 1954 till Indien.                                                                                     |
| 149. Cumulus                                 | 1950  | Götaverken                | 1950-1976 | Motorfartyg           | 10220   | Ägare Rederi AB Transpacific. Såld 1976 till Grekland. |
| 150. Faxen [II]                              | 1946  | Lindholmen                | 1950-1954 | Motorfartyg           | 3340    | F.d. Nordanvik. Inköpt 1950 av Rederi AB Transoil. Till Transatlantic 1951. Såld 1954 till Norge.                                                              |
| 151. Troiltank                               | 1950  | Marstrand                 | 1950-1952 | Tankpråm              | 658     | Ägare Rederi AB Transoil. Lämnade Transkoncernen 1952. |
| 152. John E. Hyde                            | 1950  | Götaverken                | 1950-1952 | Tankmotorfartyg       | 16000   | Ägare Rederi AB Tankoil. Lämnade Transkoncernen 1952. |
| 153. Tolken [III]                            | 1918  | Hull                      | 1951      | Ångfartyg             | 8250    | Inköpt från Svenska Lloyd. Såld 1951 till Rexbolagen, Stockholm.                                                                                               |
| 154. Bia [IV]                                | 1951  | Hoboken/Götaverken        | 1951-1952 | Tankmotorfartyg       | 17260   | Ägare Rederi AB Transoil. Lämnade Transkoncernen 1952. |
| 155. Lommaren                                | 1952  | Eriksberg                 | 1952-1971 | Motorfartyg           | 6350    | Såld 1971 till Grekland. |
| 156. Vivex                                   | 1953  | Götaverken                | 1953-1963 | Tankmotorfartyg       | 17520   | Ägare Rederi AB Trans-Ex. Såld 1953 till Liberia. |
| 157. Bera [II]/Stolt Bera                    | 1953  | Götaverken                | 1953-1971 | Tankmotorfartyg       | 13590   | Ägare Rederi AB Transocean. Omdöpt till Stolt Bera för charter till Stolt-Nielsen, Oslo. Såld 1971 till Grekland.                                              |
| 158. Camilla                                 | 1953  | Götaverken                | 1953-1969 | Tankmotorfartyg       | 17420   | Ägare Rederi AB Transmark. Såld 1969 till Liberia. |
| 159. Enaren                                  | 1954  | Lübeck                    | 1954-1968 | Motorfartyg           | 4550    | Såld 1968 till Liberia. |
| 160. Vikaren                                 | 1954  | Götaverken                | 1954-1976 | Motorfartyg           | 7050    | Såld 1976 till Liberia. |
| 161. Cooranga                                | 1955  | Burmeister & Wain         | 1955-1971 | Kylmotorfartyg        | 4270    | Såld 1971 till Liberia. |
| 162. Bolmaren                                | 1955  | Lübeck                    | 1955-1968 | Motorfartyg           | 4525    | Såld 1968 till Liberia. |
| 163. Coolaroo                                | 1956  | Eriksberg                 | 1956-1961 | Kylmotorfartyg        | 5700    | Grundstött 1961 utanför Helsingfors och blev vrak. |
| 164. Coolgardie                              | 1956  | Helsingør                 | 1956-1969 | Kylmotorfartyg        | 3525    | Såld 1969 till Cypern. |
| 165. Indiana                                 | 1956  | Eriksberg                 | 1956-1976 | Motorfartyg           | 7400    | Såld 1976 till Grekland. |
| 166. Kirribilli                              | 1956  | Tamise/Götaverken         | 1956-1978 | Motorfartyg           | 10560   | Såld 1978 till Singapore. |
| 167. Elgaren                                 | 1957  | Hamburg                   | 1957-1975 | Motorfartyg           | 7625    | Såld 1975 till Saudiarabien. |
| 168. G. D. Kennedy [II]                      | 1957  | Götaverken                | 1957-1967 | Motorfartyg           | 10420   | Skolfartyg. Såld 1967 till London. |
| 169. Tumlaren                                | 1958  | Hamburg                   | 1958-1969 | Motorfartyg           | 5330    | Såld 1969 till Thailand. |
| 170. W.R. Lundgren [II]                      | 1958  | Götaverken                | 1958-1967 | Motorfartyg           | 10720   | Såld 1967 till Grekland. |
| 171. Kookaburra [II]                         | 1959  | Götaverken                | 1959-1968 | Malmmotorfartyg       | 15380   | Såld 1968 till Cypern. |
| 172. Hallaren [II]                           | 1960  | Götaverken                | 1960-1977 | Motorfartyg           | 8760    | Såld 1977 till Grekland. |
| 173. Vingaren [II]                           | 1960  | Götaverken                | 1960-1977 | Motorfartyg           | 8760    | Såld 1977 till Grekland. |
| 174. Mirrabooka [II]                         | 1961  | Götaverken                | 1961-1979 | Motorfartyg           | 11250   | Såld 1979 till Finland. |
| 175. Arizona                                 | 1961  | Götaverken                | 1961-1977 | Motorfartyg           | 8200    | Såld 1977 till Egypten. |
| 176. Parrakool [II]/Sestriere/Temnaren [II]  | 1962  | Götaverken                | 1962-1979 | Motorfartyg           | 10980   | Omdöpt till Sestriere för charter. 1975 åter och omdöpt till Temnaren. Såld 1979 till Uruguay.                                                                 |
| 177. Alabama                                 | 1962  | Lindholmen                | 1962-1977 | Motorfartyg           | 8200    | Såld 1977 till Egypten. |
| 178. Goonawarra [II]/Cortina/Klipparen [II]  | 1962  | Lindholmen                | 1962-1979 | Motorfartyg           | 10980   | Omdöpt till Cortina för charter. 1974 åter och omdöpt till Klipparen. Såld 1979 till Grekland.                                                                 |
| 179. Matumba                                 | 1963  | Lindholmen                | 1963-1969 | Bulkmotorfartyg       | 16320   | Såld 1969 till Cypern. |
| 180. Kanangoora [II]                         | 1963  | Lindholmen                | 1963-1973 | Bulkmotorfartyg       | 16320   | Såld 1973 till Grekland. |
| 181. Albany                                  | 1964  | Eriksberg                 | 1964-1978 | Kylmotorfartyg        | 8525    | Ägare Rederi AB Transal som ägdes till 50% av Transatlantic och 50% av Saléns. Såld 1978 till Grekland.                                                        |
| 182. Australic [II]                          | 1965  | Eriksberg                 | 1965-1978 | Kylmotorfartyg        | 8528    | Ägare Rederi AB Transal som ägdes till 50% av Transatlantic och 50% av Saléns. Såld 1978 till Grekland.                                                        |
| 183. Vanessa                                 | 1965  | Götaverken                | 1965-1970 | Bulkmotorfartyg       | 34600   | Ägare Rederi AB Trans-Ex. Såld 1970 till Norge. |
| 184. Killara                                 | 1966  | Eriksberg                 | 1966-1967 | Motorfartyg           | 12990   | Fast i Suezkanalen 1967-1975. Försäkringsersättning 1967 som "constructive total loss".                                                                        |
| 185. Waitara                                 | 1966  | Eriksberg                 | 1966-1973 | Motorfartyg           | 12990   | Såld 1973 till Polen. |
| 186. Woollahra/Saint Jacques/Woollahra       | 1967  | Eriksberg                 | 1967-1984 | Motorfartyg           | 13200   | Omdöpt för charter till Saint Jacques 1978-1981. Såld 1984 till Panama.                                                                                        |
| 187. Atlantic Span                           | 1967  | Emden, Västtyskland       | 1967-1984 | Ro-ro-motorfartyg     | 18441   | För samarbetspoolen Atlantic Container Line (ACL). Såld 1984 till Frankrike.                                                                                   |
| 188. Talarah                                 | 1967  | Eriksberg                 | 1967-1980 | Motorfartyg           | 13200   | Såld 1980 till Frankrike. |
| 189. Tasmanic [II]                           | 1967  | Eriksberg                 | 1967-1978 | Kylmotorfartyg        | 8575    | Ägare Rederi AB Transal som ägdes till 50% av Transatlantic och 50% av Saléns. Såld 1978 till London.                                                          |
| 190. Scandic                                 | 1968  | Kalmar                    | 1968-1976 | Ro-ro-motorfartyg     | 1083    | Såld 1976 inom Göteborg. |
| 191. Paralla                                 | 1971  | Eriksberg                 | 1971-1986 | Ro-ro-motorfartyg     | 20549   | Såld 1986 till USA. |
| 192. Allunga                                 | 1971  | Eriksberg                 | 1971-1986 | Ro-ro-motorfartyg     | 20549   | Såld 1986 till Taiwan för upphuggning |
| 193. Nike [IV] m.fl. namn                    | 1972  | Deest, Nederländerna      | 1972-1979 | Ro-ro-motorfartyg     | 5670    | Ägare Rederi AB Anchor. Till Transatlantic 1974. Charternamn: Iranian Prosperity, Merzario Saudia. Från 1978 Manaure IV. Såld 1979 till Venezuela.             |
| 194. Barranduna [II]                         | 1972  | Eriksberg                 | 1972-1985 | Ro-ro-motorfartyg     | 23725   | För samarbetspoolen ScanAustral. Såld 1985 till USA. |
| 195. Kratos [III]/Manaure V                  | 1973  | Deest, Nederländerna      | 1973-1979 | Ro-ro-motorfartyg     | 5667    | Ägare Rederi AB Anchor. Till Transatlantic 1974. Omdöpt 1974 till Manaure V. Såld 1979 till Venezuela.                                                         |
| 196. Gunnar Carlsson                         | 1975  | Gdynia                    | 1975-1979 | Bulkmotorfartyg       | 54864   | Såld 1979 till Schweiz. |
| 197. Bia [V]/Merzario Nubia                  | 1975  | Nådendal, Finland         | 1975-1979 | Ro-ro-motorfartyg     | 4580    | Omdöpt 1976 för charter till Merzario Nubia. Såld 1979 till Grekland.                                                                                          |
| 198. Salmo                                   | 1976  | Gdynia                    | 1976-1978 | Fabrikstrålare        | 1599    | Fiskenummer GG87. Såld 1978 till Norge. |
| 199. Bolmaren [II]                           | 1959  | Kobe, Japan               | 1976-1979 | Motorfartyg           | 15021   | F.d. Cape of Good Hope. Inköpt 1976. Såld 1979 till Singapore.                                                                                                 |
| 200. Knut Mark                               | 1977  | Gdynia                    | 1977-1981 | Bulkmotorfartyg       | 64340   | Såld 1981 till Mexiko. |
| 201. Boogabilla [II]                         | 1978  | Nagasaki, Japan           | 1978-1989 | Ro-ro-motorfartyg     | 31986   | För samarbetspoolen ScanAustral med 26% ägarskap av Transatlantic. Såld 1989 till Norge.                                                                       |
| 202. Kolsnaren [III]/Merzario Asia{Kolsnaren | 1978  | Nagasaki, Japan           | 1978-1988 | Ro-ro-motorfartyg     | 28098   | Omdöpt 1979 för charter till Merzario Asia. Återdöpt Kolsnaren 1979. Såld 1988 till Bahamas.                                                                   |
| 203. Elgaren [II]                            | 1979  | Nagasaki, Japan           | 1979-1988 | Ro-ro-motorfartyg     | 28173   | Såld 1988 till Frankrike. |
| 204. Bullaren [III] m.fl. namn               | 1979  | Arendalsvarvet            | 1979-1984 | Ro-ro-motorfartyg     | 27980   | Namn vid utcharter: Høegh Bullaren, Vindafjord, Tarifa. Till fransk flagg 1984.                                                                                |
| 205. Bera [III]                              | 1979  | Finnboda Varf             | 1979-1981 | Tankmotorfartyg       | 32369   | F.d. Nordic Breeze. Övertaget från dotterbolag 1979. 50% ägarandel. Såld 1981 till Grekland.                                                                   |
| 206. Atlantic Companion/Companion Express    | 1984  | Kockums                   | 1984-1994 | Ro-ro-containerfartyg | 36500   | Byggd för Atlantic Container Line (ACL). Omdöpt 1987-1994 till Companion Express vid samarbete med HAPAG. Såld 1994 till ACL.                                  |
| 207. Atlantic Saga                           | 1967  | Öresundsvarvet            | 1984-1987 | Ro-ro-containerfartyg | 17374   | Byggd för Svenska Amerika Linien. Broströms linjedivision till Transatlantic 1984. Anlände 1987 till Taiwan för upphuggning.                                   |
| 208. Barber Nara                             | 1979  | Tamano, Japan             | 1984-1989 | Ro-ro-containerfartyg | 33300   | Byggd för Broströms. Dess linjedivision till Transatlantic 1984. Såld 1989 till Norge.                                                                         |
| 209. Incotrans Premier/Atlantic Premier      | 1972  | Wärtsilä                  | 1984-1985 | Ro-ro-motorfartyg     | 9674    | Byggd för Svenska Amerika Linien. Omdöpt då Broströms linjedivision gick till Transatlantic 1984. Såld 1989 till Singapore.                                    |
| 210. Nagara                                  | 1974  | Wärtsilä                  | 1984      | Containermotorfartyg  | 21103   | Byggd för Svenska Ostasiatiska Kompaniet. Broströms linjedivision till Transatlantic 1984. Såld 1984 till Bermuda.                                             |
| 211. Nihon                                   | 1972  | Öresundsvarvet            | 1984-1991 | Containermotorfartyg  | 50805   | Inköpt 1984 av Rederi AB Transocean. Såld 1991 till Danmark. Förlist 1997 utanför Azorerna.                                                                    |
| 212. Tamara                                  | 1974  | Wärtsilä                  | 1984      | Containermotorfartyg  | 20770   | Byggd för Svenska Ostasiatiska Kompaniet. Broströms linjedivision till Transatlantic 1984. Såld 1984 till Bermuda.                                             |
| 213. Thebeland                               | 1978  | Chiba, Japan              | 1984-1993 | Ro-ro-containerfartyg | 12201   | Byggd för Broströms. Dess linjedivision till Transatlantic 1984. Såld 1993 inom Sverige.                                                                       |
| 214. Tyrusland/Jolly Ocra/Tyrusland          | 1978  | Chiba, Japan              | 1984-1993 | Ro-ro-containerfartyg | 12200   | Byggd för Broströms. Dess linjedivision till Transatlantic 1984. Charternamn 1984-1985: Jolly Ocra. Såld 1993 inom Sverige.                                    |
| 215. Vegaland                                | 1978  | Chiba, Japan              | 1984-1993 | Ro-ro-containerfartyg | 12201   | Byggd för Broströms. Dess linjedivision till Transatlantic 1984. Såld 1993 inom Sverige.                                                                       |
| 216. Vikingaland                             | 1978  | Chiba, Japan              | 1984-1993 | Ro-ro-containerfartyg | 12201   | Byggd för Broströms. Dess linjedivision till Transatlantic 1984. Såld 1993 inom Sverige.                                                                       |
| 217. Atlantic Compass                        | 1984  | Kockums                   | 1984-1993 | Ro-ro-containerfartyg | 25348   | Byggd för Broströms. Dess linjedivision till Transatlantic 1984. Såld 1993 inom Sverige till ACL.                                                              |
| 218. Lillooet                                | 1977  | Bremen                    | 1987-1988 | Ro-ro-containerfartyg | 34199   | Först chartrad sedan övertagen 1987 av Transpacific I KB. Såld 1988 till andra ägare på Bahamas.                                                               |